# Novonukutszkij
Novonukutszkij (oroszul: Новонукутский) település Kelet-Szibériában, Oroszország Irkutszki területén, az Uszty-ordinszkiji Burját körzetben. A Nukuti járás székhelye.		
Lakossága: 3434 fő (a 2010. évi népszámláláskor).
Az Irkutszki terület déli részén, Irkutszktól északnyugatra, a Zalari folyó partján helyezkedik el, 5 km-re a Bratszki-víztározó öblétől. A legközelebbi vasútállomás (26 km) a transzszibériai vasútvonal Tajset–Irkutszki szakaszán, Zalariban van. A település mellett  halad az Angara parti Balaganszkkot a vasútállomással összekötő közút. 
A település a sztyepp övezetben fekszik, környékén jelentős mészkő- és gipszlelőhely található. Erre alapozva itt hozta létre a KNAUF német cég oroszországi leányvállalata a gipszet és gipszkartont előállító kelet-szibériai gyárát. A létesítmény 2009-ben kezdte meg a termelést. A dolgozók számára kisebb lakótelepet, illetve óvodát építettek, maga az ósdi település azonban nem változott, lakóépületei még 2015 közepén is elhanyagoltan álltak. 
Híres gyógyvize van, melynek gyógyhatását Szocsi népszerű gyógyforrásáéhoz hasonlítják. Az itt létesített szanatórium azonban csak néhány földszintes, részben fából készült épületből áll.